# Manøvreområde
Et manøvreområde er den del af en flyveplads, fly anvender til start, landing og kørsel., undtagen forpladser og områder designet til vedligeholdelse af et fly.

## Movement area
Betegnelsen movement area (manøvreområde), defineres af ICAO "Den del af en flyveplads, der skal bruges til start, landing og taxiing af fly, bestående af manøvreområdet og forpladsen(erne)."
I USA udelukker movement area forpladser. Federal Aviation Regulations part 139.5 foreskriver, "Bevægelsesområde betyder landingsbaner, rulleveje og andre områder i en lufthavn, der bruges til taxa, start og landing af fly, eksklusive læsseramper og flyparkeringsområder.